# Кукушкіне
Куку́шкіне (до 1948 року — Караба-Кьокюш, крим. Qaraba Köküş) — село Перекопського району Автономної Республіки Крим.
Розташоване в центрі району.
Відстань від райцентру до населеного пункта становить 41 кілометрів по прямій.
За даними сільради на 2009 рік, село займало площу 108 гектарів, на якій у 374 дворах проживало понад 1 тисячу осіб.